# Dänische Badmintonmeisterschaft 1991
Die Dänische Badmintonmeisterschaft 1991 fand in Aalborg statt. Es war die 61. Austragung der nationalen Titelkämpfe im Badminton in Dänemark.

## Titelträger
| Disziplin    | Sieger                                                          |
| ------------ | --------------------------------------------------------------- |
| Herreneinzel | Morten Frost, Nykøbing S                                        |
| Dameneinzel  | Camilla Martin, Højbjerg BK                                     |
| Herrendoppel | Jon Holst-Christensen, Lillerød Thomas Lund, Kastrup-Magleby BK |
| Damendoppel  | Dorte Kjær, Greve Strands BK Lotte Olsen, Kastrup-Magleby BK    |
| Mixed        | Jon Holst-Christensen, Lillerød Grete Mogensen, Herning BK      |